# Angelo Negri (Bischof)
Angelo Negri FSCJ (* 19. November 1889 in Tres, Tirol, Österreich-Ungarn; † 13. November 1949) war ein österreich-ungarischer römisch-katholischer Ordensgeistlicher und Apostolischer Vikar von Nilo Equatoriale.

## Leben
Angelo Negri trat der Ordensgemeinschaft der Comboni-Missionare bei und empfing am 10. August 1912 das Sakrament der Priesterweihe.
Am 10. Dezember 1934 ernannte ihn Papst Pius XI. zum Titularbischof von Barica und zum Apostolischen Vikar von Nilo Equatoriale. Der Bischof von Brescia, Giacinto Tredici O.SS.C.A., spendete ihm am 5. Mai 1935 die Bischofsweihe; Mitkonsekratoren waren der Weihbischof in Brescia, Emilio Bongiorni, und der emeritierte Apostolische Vikar von Bahr al-Ghazal, Antonio Stoppani FSCJ.